# Little Soldier
「Little Soldier」（リトルソルジャー）は、米倉千尋の15thシングルである。初回盤は「巻き帯ステッカー（実況パワフルプロ野球8）」仕様になっている。

## 収録曲
1. Little Soldier
  - 作詞：米倉千尋、作曲：佐藤直之、編曲：勝又隆一
  - PlayStation 2ゲーム「実況パワフルプロ野球8」主題歌。
    - この曲は、のちに発売された実況パワフルプロ野球のサウンドトラック｢パワプロ音楽館3｣にも収録されている。

  - 6thアルバム『jam』には、アルバムバージョンとして、収録されている。
  - ベスト・アルバム『BEST OF CHIHIROX』には、オリジナルバージョンとして、収録されている。
2. レンズ越しの宇宙（そら）の下で
  - 作詞・作曲：米倉千尋、編曲：T2z + WAKA
  - 6thアルバム『jam』にも、収録されている。
3. Little Soldier（instrumental）
4. レンズ越しの宇宙の下で（instrumental）